# Coralie Balmy
Coralie Balmy, née le 2 juin 1987 à La Trinité en Martinique, est une nageuse française.
Licenciée au Montpellier Méditerranée Métropole Université Club Natation (3M.U.C. Natation), elle est une spécialiste des épreuves de nage libre (200, 400 et 800 mètres).

## Biographie

### Carrière sportive
En 2003, elle est championne de France cadette du 200 m nage libre, titre qu'elle conserve l'année suivante en ajoutant dans son escarcelle celui des 100 et 400 m nage libre. Si elle revient bredouille des Championnats d'Europe juniors 2003 disputés à Glasgow, elle remporte en 2004 aux Championnats juniors des États-Unis le 400 m nage libre et termine à la 3e place des 100 et 200 m nage libre. Cette même année 2004, lors de la Coupe latine disputée à Mar del Plata, elle est victorieuse du 100 m nage libre et se classe 3e du 400 m nage libre.
Elle honore sa première sélection dans l'équipe de France senior aux Championnats d'Europe 2006 en petit bassin à Helsinki. Engagée dans trois épreuves (100 et 400 m nage libre, 200 m dos), elle parvient en finale du  400 m nage libre, remportée par sa compatriote Laure Manaudou, où elle prend la 7e place, mais elle est éliminée lors des séries qualificatives des deux autres épreuves. 
Elle est sélectionnée en 2007 pour les Championnats d'Europe en petit bassin à Debrecen. Elle accède à la finale du 200 m nage libre, après avoir remporté sa demi-finale, et décroche la médaille de bronze, sa première dans un championnat international senior. Alignée également dans deux autres épreuves, les 400 et 800 m nage libre, elle termine respectivement, en finale, aux 6e et 5e places.
Le 23 novembre 2007, lors de la première étape de la Coupe de France à Montpellier, Coralie Balmy remporte le 800 m nage libre et crée la surprise en surclassant de près de 3 secondes la chef de file de la natation française, Laure Manaudou. 
Lors des Championnats d'Europe 2008 à Eindhoven, elle obtient son premier sacre international en remportant, avec le relais 4 × 200 m nage libre, le titre européen en 7 min 52 s 09, nouveau record de France, à exactement 2 secondes du record mondial du quatuor américain composé de Natalie Coughlin, Dana Vollmer, Lacey Nymeyer et Katie Hoff. Trois jours plus tard, elle devient vice-championne d'Europe du 400 m nage libre, une course remportée par l'Italienne Federica Pellegrini qui, avec un temps de 4 min 1 s 53, bat le record du monde détenu par Laure Manaudou depuis le 6 août 2006. Balmy réalise quant à elle 4 min 4 s 15, un temps qui constitue alors la cinquième meilleure performance de l'histoire sur cette épreuve,.
Régulièrement présente aux Championnats de France depuis l'année 2003, Coralie Balmy a été six fois médaillée : elle se classe, en 2005, 3e du 400 m nage libre puis, en 2007, à nouveau 3e, mais du 200 m nage libre, et 2e des 400 et 800 m nage libre. Elle remporte la médaille d'or en 2008 sur le 400 m nage libre et le 800 m nage libre.
Le 6 décembre 2008, à l'occasion des Championnats de France en petit bassin disputés à Angers, Coralie Balmy bat le premier record du monde de sa carrière en gagnant le 200 m nage libre en 1 min 53 s 18. Quelques jours plus tard, elle devient championne d'Europe en petit bassin du 400 m succédant au palmarès à Laure Manaudou. Médaillée d'argent du 800 m nage libre en réalisant un temps inférieur à l'ancien record du monde mais devancée par l'Italienne Alessia Filippi, elle termine cinquième du 200 m et perd le record planétaire au profit de la médaille d'or Federica Pellegrini.

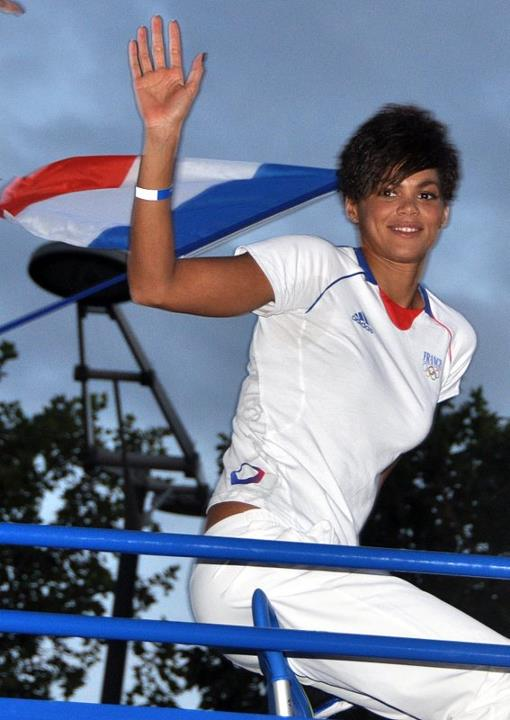
Coralie Balmy au défilé des médaillés français des JO 2012.

En décembre 2009, la piscine de Sainte-Marie, la ville où Coralie a grandi en Martinique, est rebaptisée à son nom. Les saisons 2009 et 2010 sont plus anonymes pour Coralie Balmy. En février 2011, elle décide de quitter son entraîneur de toujours, Frédéric Barale, pour Franck Esposito. Lors des Championnats de France de natation 2011, elle s'incline face à Camille Muffat, et elle n'est sélectionnée aux Mondiaux de Shangaï que sur l'épreuve du relais. 
Elle profite de l'absence de sa rivale pour se refaire une santé lors des Championnats de France en petit bassin disputés en décembre à Angers. Ses trois titres en individuel lui permettent de reprendre confiance. Lors des Championnats d'Europe de natation 2012 de Debrecen, elle renoue avec la joie des podiums en grand championnat, puisqu'elle devient championne d'Europe de 400 m nage libre et vice-championne d'Europe de 800 m nage libre.
Le 30 mars 2016, elle se qualifie pour les JO de Rio aux championnats de France de Montpellier en étant la seule athlète à battre les minima imposés (4 min 5 s 64), hommes et femmes confondus, après avoir remporté le 400 m libre dames en 4 min 5 s 38.

### Vie privée
Elle se retire des bassins en 2016. Elle est depuis ambassadrice Adidas et très active dans le domaine de l'environnement. Elle a co-fondé l'association Coco an dlo en 2019.

## Sélections
- Jeux olympiques : Pékin 2008 - Londres 2012 - Brésil 2016
- Championnats d'Europe de natation : Eindhoven 2008 - Budapest 2010 - Debrecen 2012 - Berlin 2014
- Championnats d'Europe de natation en petit bassin : Helsinki 2006 - Debrecen 2007 - Rijeka 2008 - Istanbul 2009 - Chartres 2012 - Herning 2013
- Championnats du monde de natation : Rome 2009 - Shanghai 2011 - Barcelone 2013 - Kazan 2015
- Championnats du monde de natation en petit bassin : Dubaï 2010

## Palmarès

### Championnats internationaux

#### Grand bassin
| Événement  | Événement | Jeux olympiques    | Jeux olympiques            |                              | Championnats du monde | Championnats du monde | Championnats du monde | Championnats du monde      |                     | Championnats d'Europe | Championnats d'Europe     | Championnats d'Europe   | Championnats d'Europe   |                         |
| ---------- | --------- | ------------------ | -------------------------- | ---------------------------- | --------------------- | --------------------- | --------------------- | -------------------------- | ------------------- | --------------------- | ------------------------- | ----------------------- | ----------------------- | ----------------------- |
| Événement  | Événement | 2008 à Pékin Chine | 2012 à Londres Royaume-Uni | 2016 à Rio de Janeiro Brésil |                       | 2009 à Rome Italie    | 2011 à Shanghai Chine | 2013 à Barcelone Espagne   | 2015 à Kazan Russie |                       | 2008 à Eindhoven Pays-Bas | 2010 à Budapest Hongrie | 2012 à Debrecen Hongrie | 2014 à Berlin Allemagne |
| Nage libre | 200 m     |                    |                            | 1 min 58 s 83 (23e)          |                       |                       |                       |                            |                     |                       |                           | 1 min 58 s 78 (8e)      |                         |                         |
| Nage libre | 400 m     | 4 min 3 s 60 (4e)  | 4 min 5 s 95 (6e)          | 4 min 6 s 98 (8e)            |                       | 4 min 3 s 29 (5e)     |                       | éliminée en qualifications | 14e des séries      |                       | 4 min 4 s 15              | 4 min 9 s 12 (6e)       | 4 min 5 s 31            | 10e des séries          |
| Nage libre | 800 m     |                    | 8 min 26 s 29 (7e)         |                              |                       |                       |                       |                            |                     |                       |                           |                         | 8 min 27 s 79           |                         |
| Nage libre | 4 × 100 m |                    |                            |                              |                       |                       |                       |                            |                     |                       |                           | 7e                      |                         | 5e                      |
| Nage libre | 4 × 200 m | 5e                 | Bronze 7 min 47 s 49 (RF)  | 7 min 55 s 55 (10e)          |                       | 7e                    | 4e                    | Bronze 7 min 48 s 43       | 8e                  |                       | 1re                       | 2e                      | -                       | 5e                      |

NB : 2 titre, 6 médailles, 14 fois finaliste
Petit bassin
| Événement  | Événement | Championnats du monde            |  | Championnats d'Europe    | Championnats d'Europe   | Championnats d'Europe | Championnats d'Europe   | Championnats d'Europe           | Championnats d'Europe   |
| ---------- | --------- | -------------------------------- |  | ------------------------ | ----------------------- | --------------------- | ----------------------- | ------------------------------- | ----------------------- |
| Événement  | Événement | 2010 à Dubaï Émirats arabes unis |  | 2006 à Helsinki Finlande | 2007 à Debrecen Hongrie | 2008 à Rijeka Croatie | 2009 à Istanbul Turquie | 2012 à Chartres France          | 2013 à Herning Danemark |
| Nage libre | 200 m     |                                  |  |                          | 1 min 54 s 43           | 1 min 55 s 13 (5e)    | 1 min 56 s 06 (8e)      | 4e des séries mais 3e française |                         |
| Nage libre | 400 m     | 4 min 0 s 14 (5e)                |  | 4 min 3 s 29 (5e)        | 4 min 4 s 06 (6e)       | 3 min 56 s 39         | 3 min 56 s 55           | 3 min 59 s 80                   | 4 min 5 s 57 (9e)       |
| Nage libre | 800 m     | 8 min 16 s 73 (8e)               |  |                          | 8 min 17 s 65 (5e)      | 8 min 5 s 32          |                         | 8 min 22 s 82 (9e)              |                         |
| Nage libre | 4 × 200 m | 3e                               |  |                          |                         |                       |                         |                                 |                         |

NB : 2 titres, 6 médailles, 13 fois finaliste

### Jeux méditerranéens
- Jeux méditerranéens 2009 :
  -  Médaille d'argent de l'épreuve du 400 m nage libre (4 min 5 s 37)

### Championnats de France
| Discipline / Année   | Saint-Étienne 2003 | Dunkerque 2004 | Nancy 2005 | Tours 2006 | Saint-Raphaël 2007 | Dunkerque 2008 | Montpellier 2009 | Saint-Raphaël 2010 | Schiltigheim 2011 | Dunkerque 2012 | Rennes 2013 | Chartres 2014 | Limoges 2015 | Montpellier 2016 |
| -------------------- | ------------------ | -------------- | ---------- | ---------- | ------------------ | -------------- | ---------------- | ------------------ | ----------------- | -------------- | ----------- | ------------- | ------------ | ---------------- |
| 100 m nl             | -                  | -              | 8e         | 10e        | -                  | -              | -                | Or                 | -                 | -              | -           | -             | -            | -                |
| 200 m nl             | 16e                | -              | -          | 10e        | Bronze             | -              | Or               | Argent             | Argent            | Argent         | Bronze      | Bronze        | Argent       | Argent           |
| 400 m nl             | 10e                | 4e             | Bronze     | 6e         | Argent             | Or             | Or               | Or                 | Argent            | Argent         | Argent      | Argent        | Argent       | Or               |
| 800 m nl             | -                  | -              | -          | -          | Argent             | Or             | Or               | -                  | Argent            | Or             | -           | Or            | Or           | Or               |
| 100 m dos            | -                  | -              | -          | 10e        | -                  | -              | -                | -                  | -                 | -              | -           | -             | -            | -                |
| 200 m dos            | -                  | 5e             | -          | -          | -                  | -              | -                | -                  | -                 | -              | -           | -             | -            | -                |
| 4 × 100 m nage libre | Or                 | Argent         | Or         | Bronze     | Bronze             | Argent         | Or               | Or                 | Argent            | -              | -           | -             | -            | -                |
| 4 × 200 m nage libre | Or                 | -              | Or         | Argent     | Or                 | Or             | Or               | Or                 | Or                | -              | -           | -             | -            | -                |
| 4 × 100 m 4 nages    | -                  | -              | -          | -          | Bronze             | -              | Argent           | Argent             | -                 | -              | -           | -             | -            | -                |

| Discipline / Année  | Dunkerque 2005 | Chalon-sur-Saône 2005 | Istres 2006 | Nîmes 2007 | Angers 2008 | Chartres 2009 | Chartres 2010 | Angers 2011 | Angers 2012 | Dijon 2013 | Angers 2015 |
| ------------------- | -------------- | --------------------- | ----------- | ---------- | ----------- | ------------- | ------------- | ----------- | ----------- | ---------- | ----------- |
| 100 m nl            | 5e             | 8e                    | 7e          | -          | -           | -             | -             | -           | -           | -          | -           |
| 200 m nl            | Argent         | 7e                    | Argent      | Bronze     | Or          | 5e            | Argent        | Or          | -           | 4e         | Bronze      |
| 400 m nl            | Argent         | 6e                    | -           | Argent     | Or          | Bronze        | -             | Or          | Argent      | Or         | Or          |
| 800 m nl            | -              | -                     | -           | -          | -           | -             | Or            | -           | Argent      | Or         | Or          |
| 100 m dos           | -              | -                     | 7e          | -          | -           | -             | -             | -           | -           | -          | -           |
| 200 m dos           | -              | Argent                | -           | -          | -           | -             | -             | -           | -           | -          | -           |
| 100 m papillon      | -              | -                     | 9e          | -          | -           | -             | -             | -           | -           | -          | -           |
| 4 × 50 m nage libre | -              | -                     | -           | -          | -           | -             | -             | Or          | -           | -          | Argent      |
| 4 × 50 m nage libre | -              | -                     | -           | -          | -           | -             | -             | Or          | -           | -          | -           |

## Records

### Records personnels
Ces tableaux détaillent les records personnels de Coralie Balmy en grand et petit bassin au 6 décembre 2008. L'indication RM (RF) signifie que le record personnel de la Française constituait le record du monde (record de France) de la discipline au jour de la performance.
| Épreuve            | Temps          | Compétition                | Lieu                 | Date            |
| 50 m nage libre    | 26 s 64        | Championnats Open d'Écosse | Glasgow, Royaume-Uni | 27 juin 2008    |
| 100 m nage libre   | 55 s 56        | Meeting International      | Strasbourg, France   | 27 mars 2009    |
| 200 m nage libre   | 1 min 56 s 57  | Jeux olympiques            | Pékin, Chine         | 14 août 2008    |
| 400 m nage libre   | 4 min 3 s 29   | Championnats du monde      | Rome, Italie         | 26 juillet 2009 |
| 800 m nage libre   | 8 min 25 s 32  | Championnats de France     | Montpellier, France  | 22 avril 2009   |
| 1 500 m nage libre | 16 min 39 s 46 | Coupe de France            | Toulouse, France     | 22 février 2008 |

| Épreuve          | Temps            | Compétition                 | Lieu              | Date             |
| 200 m nage libre | 1 min 53 s 18 RM | Championnats de France 2008 | Angers, France    | 6 décembre 2008  |
| 400 m nage libre | 3 min 56 s 24    | Coupe du monde              | Berlin, Allemagne | 16 novembre 2008 |
| 800 m nage libre | 8 min 5 s 32 RF  | Championnats d'Europe       | Rijeka, Croatie   | 12 décembre 2008 |

### Records du monde battus
Ce tableau détaille l'unique record du monde battu par Coralie Balmy durant sa carrière ; celui-ci l'a été en petit bassin.
| Épreuve                          | Temps         | Compétition                 | Lieu           | Date       |
| 200 m nage libre en petit bassin | 1 min 53 s 18 | Championnats de France 2008 | Angers, France | 06/12/2008 |

## Distinction
- Chevalier de l'ordre national du Mérite en 2013[13]